# Magenta (stichting)
De Stichting Magenta werd in 1992 opgericht door de partners Suzette Bronkhorst en  Ronald Eissens. Aanslagen op asielzoekers in het oosten van Duitsland in november 1992 vormden de directe aanleiding voor de oprichting. De stichting stelt zich ten doel racisme, fascisme en discriminatie te bestrijden.
De stichting houdt zich sinds oprichting van de website de Digitale Stad in 1994 bezig met beledigingen die gepubliceerd en verspreid worden via het internet. In 1997 werd daarvoor het Meldpunt Discriminatie Internet opgericht. Stichting Magenta is voorts een van de grondleggers van het in 2002 opgerichte International Network Against Cyber Hate (INACH). De stichting houdt zich bezig met voorlichting, debatten en projecten. De stichting introduceerde voorts de ervaringstraining  'Blue Eyes, Brown Eyes' van de Amerikaanse onderwijzeres Jane Elliott in Nederland, die na de moord op Martin Luther King furore maakte maar waar nu ook wetenschappelijk gefundeerde kritiek op bestaat.